# Lofty fake anagram
Lofty fake anagram is een studioalbum van Gary Burton. Het is opgenomen in de RCA Victor geluidsstudio in Hollywood (RCA Victor’s music center of the World). In een tijdspanne van drie dagen in augustus 1967 stond het album op de tapes.
De titel verwijst naar een door Paul Haines verzonnen zin, die destijds niet door een computer als anagram van een andere zin gebouwd kon worden (of via anagram naar een andere zin kon worden omgezet): Your rappaplat bugle calls. De zin sneuvelde als titel, maar de karakterisering Lofty fake anagram (Hooghartige nepanagram) bleef.

## Musici
- Gary Burton – vibrafoon
- Larry Coryell – gitaar
- Steve Swallow – contrabas
- Bobby Moses – slagwerk

## Muziek
| Nr. | Titel                                | Duur |
| --- | ------------------------------------ | ---- |
| 1.  | June the 15, 1967 (Mike Gibbs)       | 4:52 |
| 2.  | Feelings and things (Mike Gibbs)     | 4:06 |
| 3.  | Fleurette Africaine (Duke Ellington) | 3:41 |
| 4.  | I’m your pal (Swallow)               | 3:05 |
| 5.  | Lines (Burton)                       | 3:13 |
| 6.  | The beach (Burton)                   | 3:43 |
| 7.  | Mother of the dead man (Carla Bley)  | 4:59 |
| 8.  | Good citizen Swallow (Burton)        | 5:34 |
| 9.  | General mojo cuts up (Swallow)       | 4:35 |